# Linia kolejowa nr 771
Linia kolejowa nr 771 – jednotorowa, pierwszorzędna, niezelektryfikowana linia kolejowa łącząca stacje Świdnica Przedmieście i Świdnica Miasto.
Została wybudowana przez Pruskie koleje państwowe i oddana do użytku 15 sierpnia 1898. W 2000 roku zamknięta dla ruchu pasażerskiego. Na początku 2017 roku podpisano umowę na rewitalizację linii w ramach projektu Rewitalizacja linii kolejowej nr 285 na odcinku Wrocław Gł. – Świdnica Przedmieście wraz z linią nr 771 Świdnica Przedmieście – Świdnica Miasto.
Od 12 czerwca 2022 linią tą kursują pociągi osobowe w relacji Wrocław – Sobótka – Świdnica.